# Тигра (Marvel Comics)
Тигра (англ. Tigra), настоящее имя Грир Грант Нельсон (англ. Greer Grant Nelson) — вымышленная героиня американских комиксов издательства Marvel Comics. Первоначально была представлена в The Claws of the Cat #1 (Ноябрь, 1972) как боец на ближних дистанциях по прозвищу Кошка (англ. Cat), полагающаяся на высокотехнологические гаджеты. Её создателями выступили сценарист Рой Томас и художник Уолли Вуд (при участии Мари Северин), а Линда Файт описывала ранние приключения героини. В Giant-Size Creatures #1 (Июль, 1974) от сценариста Тони Изабеллы и художника Дона Перлина Грир Нельсон мутировала в женщину-тигра.
На протяжении многих лет с момента её первого появления в комиксах героиня появлялась в других медиа продуктах, в том числе: мультсериалы, фильмы и видеоигры.

## Вне комиксов

### Телевидение
- Ленор Занн озвучила Тигру в мультсериале «Мстители. Всегда вместе» 1999 года, где героиня является членом основного состава команды Мстители[4].
- Hulu намеревалась выпустить мультсериал «Тигра и Ослепительная» сценаристами и исполнительными продюсерами которого должны были выступить Эрика Ривиноха и Челси Хэндлер. Героини должны были объединиться с МОДОКом, Хит-Манки и Уткой Говардом в анимационном-кроссовере «Штурмовики»[5]. Тем не менее, в декабре 2019 года Ривиноха и весь штат сценаристов были уволены из-за творческих разногласий, хотя Хэндлер по-прежнему принимала участие в развитие проекта[6]. В январе 2020 года было объявлено об отмене мультсериалов «Тигра и Ослепительная» и «Утка Говард»[7].

### Кино
Версия Тигры из мультсериала «Мстители. Всегда вместе» появляется в качестве камео в полнометражном фильме «Чип и Дейл спешат на помощь» 2022 года, где её озвучила Лиз Каковски. 

### Видеоигры
- Тигра появляется в концовке Соколиного глаза в игре Ultimate Marvel vs. Capcom 3 2011 года в качестве одного из членов Мстителей Западного побережья.
- Тигра является одной из игровых персонажей в Marvel Super Hero Squad Online 2011 года.
- Тигра появляется в игре для Facebook Marvel Avengers Alliance 2012 года.
- В игре Lego Marvel’s Avengers 2016 года Тигра является одной из игровых персонажей.
- Белла Торн озвучила Тигру в мобильной игре Marvel Avengers Academy 2016 года[9].

## Критика
Журнал Comics Buyer’s Guide поместил Тигру на 61-е место среди  «100 самых сексуальных женщин в комиксах».

## Коллекционные издания
| Название                       | Материал | Дата публикации | ISBN           |
| ------------------------------ | --- | --------------- | -------------- |
| Tigra: The Complete Collection | The Cat #1-4; Marvel Team-Up #8, 67, 125; Giant-Size Creatures #1; Marvel Chillers #3-7; Marvel Two-In-One #19; Marvel Premiere #42; Tigra #1-4; материалы из Monsters Unleashed #10 | 2019            | 978-1302920692 |